# Cristian Lobato
Cristian Lobato Villegas (Caldes de Malavella, 7 marzo 1989) è un calciatore spagnolo, centrocampista dell'Igualada.

## Carriera
Dal 2011 al 2013 ha giocato nella seconda serie spagnola nella squadra riserve del Barcellona, che nell'estate del 2013 non gli ha rinnovato il contratto, lasciandolo così svincolato. Nel gennaio del 2014 si è accasato all'Osasuna, con la cui maglia ha esordito nella Liga. Il 12 febbraio 2015 firma, da svincolato, con l'Asteras Tripolis.

## Palmarès

### Club

#### Competizioni nazionali
- U.S. Open Cup: 1

Sporting Kansas City: 2017